# Dècada del 1740
La dècada del 1740 comprèn el període que va des de l'1 de gener del 1740 fins al 31 de desembre del 1749.

## Esdeveniments
- Barcelona té 130.000 habitants
- Auge de la Il·lustració

## Personatges destacats
- Georg Friedrich Händel
- Caterina II de Rússia
- Maria Teresa I d'Àustria
- Felip V de Castella